# Михлин, Алексей Ефимович
Алексе́й Ефи́мович Ми́хлин (род. 15 августа 1938, Минск, БССР, СССР) — советский скрипач. Заслуженный артист РСФСР 1991 года.

## Биография
Начал учиться музыке во Львове, затем окончил Московскую консерваторию (класс Бориса Беленького), в аспирантуре был учеником Давида Ойстраха.
В 1963 году стал победителем Международного конкурса скрипачей имени королевы Елизаветы, при этом, как сообщалось, в одном из финальных выступлений у Михлина лопнула струна, однако он не прервал выступления, а выхватил скрипку у концертмейстера оркестра и доиграл сочинение на чужом инструменте. Вслед за этим широко гастролировал в СССР и Европе.
Работал в оркестре Виртуозы Москвы. С 1990 года живёт в Испании, являясь профессором консерватории города Овьедо.

## Награды
- Заслуженный артист РСФСР — 13 сентября 1991, указ № 1211